# 桜あやめ
桜 あやめ（さくら あやめ、1988年11月11日 - ）は、日本のAV女優

## 人物
- 身長：161cm
- スリーサイズ：B93（Fカップ）・W59・H83
- 血液型：A型
- 趣味・特技：音楽鑑賞
- 出身地：秋田県

## 略歴
- 2008年7月に『エスカレートするドしろーと娘 134』でプレステージよりAVデビュー。（公式なデビュー作は。2009年2月発売の『ROOKIE’S』マックス・エー）。

## 作品

### アダルトビデオ
2008年
- エスカレートするドしろーと娘 134 (7月2日、プレステージ)
- REC 48 (8月12日、プレステージ)
- WATER POLE 57 (9月11日、プレステージ)
- 顔射の美学 04 (10月1日、プレステージ)
- アメスク 15 (11月21日、プレステージ)
- 高級ソープよりもすごい 極上ウラ風俗04 (12月19日、プレステージ)

2009年
- ROOKIE’S (2月13日、マックス・エー)
- コスプレモード女子校生 05 (3月10日、ラストラス)…他出演:綾瀬しおり、彩月あかり
- 絶対ノーブラ主義!! (3月13日、マックス・エー)
- DIGITAL CHANNEL DC59 (4月1日、アイデアポケット)
- JUNGLE (5月1日、アイデアポケット)
- エロGALナース (6月1日、アイデアポケット)
- 美乳GAL女子校生 (7月1日、アイデアポケット)
- 女性上位時代 騎乗位48人360分スペシャル！ (7月1日、アイデアポケット)
- ナースメガ盛り30人！480分スペシャル！ (7月1日、アイデアポケット)
- 本番ですよっ！ (7月1日、アイデアポケット)
- GALとザーメン (8月1日、アイデアポケット)
- HyperIdeaPocket 究極の尻フェチマニアックス (9月1日、アイデアポケット)